# Bo Candy & His Broken Hearts
Bo Candy & His Broken Hearts war eine österreichische Band aus dem Burgenland. Im Jahr 2012 war die Band für den FM4 Award, der im Rahmen des Amadeus Austrian Music Award verliehen wird, nominiert. Nach der Auflösung der Band spielt Thomas Pronai in der Band The New Mourning, die auch Stücke von Bo Candy & His Broken Hearts interpretiert.

## Diskografie

### Alben
- 2011: Bo Candy And His Broken Hearts (Konkord / Rough Trade Records)
- 2013: Flowers Must Fade (Konkord / Rough Trade Records)
- 2016: Uzlop (Container Recordings)

### Singles und EPs
- 2012: Bo Candy & His Broken Hearts, Sado-Maso Guitar Club, The - Jackpot Cockeyed Girl / I Lost My Faith In You (Beatpop Records)
- 2014: Stimmgewitter Augustin, Bo Candy & His Broken Hearts, Halt dich an deiner Liebe fest / Geh in Oasch (Konkord)